# Gioiosa Ionica
Gioiosa Ionica är en ort och kommun i storstadsregionen Reggio Calabria, innan 2017 provinsen Reggio Calabria, i regionen Kalabrien i Italien. Kommunen hade 7 059 invånare (2017).